# 야스역 (시가현)
야스역(일본어: 野洲駅, やすえき 야스에키[*])은 일본 시가현 야스시에 있는 서일본 여객철도의 역이다.

## 역 구조
고가 역사를 가진 지상역이다. 2면 3선의 복합식 승강장을 가지고 있으며 상행선은 승강장이 없는 내선이 1개 존재한다. 예전에는 하행에도 승강장이 없는 선로가 1개 있었지만 지금은 철거되었다. 또 화물차 전용의 측선이나 화물 하역 홈이 있었지만 화물 취급 폐지에 따라 철거되어 측선이 있던 자리는 보수 차량을 유치하는 데 사용하고 있다.
역의 북측엔 교토 종합 운전소의 야스 파출소가 있어 입출고선 역할을 담당하기 위한 연결선이 존재해 있다. 이 역에 종착하는 대다수의 열차가 이 선로를 이용해서 입출고한다. (다만 일부 열차는 야스 역의 하행선 승강장으로 입선하여 방향을 전환한다.)
입출고선은 역구내 배선과는 분리되어 설계되어, 일단 하행선 또는 상행선을 사용해 역 구내로 전차가 출입고했었지만 도카이도 본선 화물 열차 수송력 보강 시 4번선 유효 길이의 연장과 출입고선의 역 구내 2번선으로의 연결이 진행되는 등 배선 변경이 이루어진다.
고가 역사를 통과하는 남북자유통로는 남북 방면으로 모두 엘리베이터와 승강기가 있으며, 또 홈으로의 개찰구에 엘리베이터가 갖추어져 있다. 어반 네트워크의 일부로 이코카의 사용이 가능하다.

### 승강장
1번선은 단식 승강장, 2·3번선은 섬식 승강장이다. 2번 선은 앞에서 말한 대로 상하 양방향의 여객 열차가 입선하지만 구내의 승강장 안내에서는 2번선은 3번선과 일괄적으로 마이바라 방면으로 표시되어 있다.
| 1 | ■ 비와코 선 | 하행   | 구사쓰 · 교토 · 오사카 방면                                 |
| 2 | ■ 비와코 선 | 하행   | 구사쓰 · 교토 · 오사카 방면 (일부 야스 역 시발 열차만 이용) |
| 2 | ■ 비와코 선 | (상행) | 마이바라 · 나가하마 · 오가키 방면 (주로 대피 열차)          |
| 3 | ■ 비와코 선 | 상행   | 마이바라 · 나가하마 · 오가키 방면                           |

## 승차량 변동
| 회사      | 승차 인원 | 승차 인원 | 승차 인원 | 승차 인원 | 승차 인원 | 승차 인원 | 승차 인원 | 승차 인원 | 주 석 |
| 회사      | 1993년    | 1994년    | 1995년    | 1996년    | 1997년    | 1998년    | 1999년    | 2000년    | 주 석 |
| --------- | --------- | --------- | --------- | --------- | --------- | --------- | --------- | --------- | ----- |
| JR 서일본 | 12739     | 12890     | 13002     | 13124     | 13110     | 13071     | 13137     | 13333     | [ 1 ] |
| 회사      | 2001년    | 2002년    | 2003년    | 2004년    | 2005년    | 2006년    | 2007년    | 2008년    |       |
| JR 서일본 | 13356     | 13164     | 13206     | 13263     | 13315     | 13770     | 13860     | 13744     | [ 1 ] |

## 역사
- 1891년 6월 16일: 관설철도 하치만 ~ 구사쓰 간의 신설 개업에 따라 여객·화물 겸용역으로써 개업.
- 1895년 4월 1일: 노선 명칭 제정에 따라 도카이도 선의 일부가 됐다.
- 1969년 3월 1일: 교토 종합운전소 야스 전차구 준공.
- 1972년 2월 1일: 화물 취급 폐지
- 1987년 4월 1일: 소속이 서일본 여객철도로 변경되었다.
- 2003년 11월 1일: 이코카의 사용이 개시되었다.

## 그 이외
2004년 10월 1일에 야스 군 야스 정과 주즈 정이 합병하여 야스 시가 탄생하면서 이 지역의 대표역이 되었다.
야스 정과 주즈 정이 합병할 때 신 도시명으로써 '야스'를 채용한 이유는 주로 두 정(町)이 야스 군이었다는 것과 야스가와 강, 야스 사라시 등의 지리적, 역사적 유대가 깊다는 것이었는데 추가적으로 '전차 기지가 있는 야스 역의 인지도'도 손꼽혔다.
고난 지구 도시권의 북단에 위치해 이용객 수는 야스 역을 지나면서 감소한다. 이 때문에 절반의 신쾌속 및 쾌속 열차가 야스 발착으로 설정되어 있다. (평일 아침에 이 역에 발착하는 각역정차의 운행이 왕복 1편 설정되어 있다.) 고난시나 가모군 류오정, 오미하치만시의 일부 주민들도 자가용 등의 수단을 거쳐 야스 역에서 철도로 환승하기도 한다.

## 인접정차역
| 서일본 여객철도 도카이도 본선 | 서일본 여객철도 도카이도 본선 | 서일본 여객철도 도카이도 본선 |
| ----------------------------- | ----------------------------- | ----------------------------- |
| 오미하치만 마이바라 방면      | ■ 비와코 선 신쾌속            | 모리야마 히메지 방면          |
| 시노하라 마이바라 방면        | ■ 비와코 선 보통              | 모리야마 히메지 방면          |